# Trupia Głowa

Herb Trupia Głowa według Okolskiego, Niesieckiego, Chrząńskiego i Kulikowskiego

Herb Trupia Głowa według Leszczyca

Trupia Głowa (Calvaria, Głowa Trupia, Trupiagłowa) – polski herb szlachecki, używany przez kilka rodów.

## Opis herbu
Opis z wykorzystaniem zasad blazonowania, zaproponowanych przez Alfreda Znamierowskiego: 

W polu błękitnym głowa trupia srebrna, w której u góry jakby utkwiona szabla (albo miecz) w pas z rękojeścią złotą. Klejnotu brak, nad hełmem jedynie korona. Labry błękitne, podbite srebrem.

## Najwcześniejsze wzmianki
Herb pojawił się po raz pierwszy u Szymona Okolskiego (Orbis polonus, tom 3), wymieniany następnie między innymi przez Kaspra Niesieckiego (Korona polska) i Zbigniewa Leszczyca (Herby szlachty polskiej) oraz Teodora Chrząńskiego.

### Legenda herbowa
Według legendy, którą za Okolskim przytacza Niesiecki, herb ten miał być nadany potomstwu dzielnego wojownika, który poległ w bitwie.

## Herbowni
Lista herbownych w artykule sporządzona została na podstawie wiarygodnych źródeł, zwłaszcza klasycznych i współczesnych herbarzy. Należy jednak zwrócić uwagę na częste zjawisko przypisywania rodom szlacheckim niewłaściwych herbów, szczególnie nasilone w czasie legitymacji szlachectwa przed zaborczymi heroldiami, co zostało następnie utrwalone w wydawanych kolejno herbarzach. Identyczność nazwiska nie musi oznaczać przynależności do danego rodu herbowego. Przynależność taką mogą bezspornie ustalić wyłącznie badania genealogiczne.
Pełna lista herbownych nie jest dziś możliwa do odtworzenia, także ze względu na zniszczenie i zaginięcie wielu akt i dokumentów w czasie II wojny światowej (między innymi w czasie powstania warszawskiego w 1944 spłonęło ponad 90% zasobu Archiwum Głównego Akt Dawnych w Warszawie, gdzie przechowywana była większość dokumentów staropolskich). Lista nazwisk znajdująca się w artykule (poniżej) pochodzi z Herbarza polskiego Tadeusza Gajla. Jest to dotychczas najpełniejsza lista herbownych, uzupełniana ciągle przez autora przy kolejnych wydaniach Herbarza. Występowanie na liście nazwiska nie musi oznaczać, że konkretna rodzina pieczętowała się herbem Trupia Głowa. Często te same nazwiska są własnością wielu rodzin reprezentujących wszystkie stany dawnej Rzeczypospolitej, to jest chłopów, mieszczan, szlachtę. Według Gajla, do używania tego herbu uprawnione jest siedem rodów (10 nazwisk): Małynicki, Połukord, Pszonek, Racadowski, Racedowski, Racędowski, Raczedowski.
Herb ten jest dość podobny do herbu Kalwaria, dlatego też listy nazwisk tych obu herbów częściowo się pokrywają.